# 콜레라균
콜레라균(Vibrio cholerae)은 그람 음성, 통성 혐기성 세균이다. 기수나 바닷물에 자연적으로 서식하며, 게나 새우, 기타 갑각류의 키틴으로 이루어진 갑각에 붙어서 생활한다. 콜레라균의 일부 변종은 사람에게 병원성을 가져 콜레라를 유발한다. 덜 익거나 익히지 않은 해산물을 섭취하여 콜레라에 걸릴 수 있다.
콜레라균은 1849년 펠릭스 아르키메드 푸셰에 의해 일종의 원생동물로 처음 기술되었다. 필리포 파치니는 그것을 박테리아로 정확히 식별하였다. 콜레라의 원인이 되는 박테리아는 1884년 로버트 코흐에 의해 발견되었다. 삼부 나트 드는 콜레라 독소를 분리하고 1959년에 독소를 콜레라의 원인으로 입증했다.
콜레라균은 호흡 및 발효 대사를 한다. O1과 0139라는 2개의 혈청형이 콜레라를 발병시킨다. 주로 오염된 물을 마셔서 감염되므로 위생과 관련이 있다. 콜레라균이 몸속으로 들어가면 장 점막을 침범하여 수 시간에서 2~3일 이내에 숙주에게 설사와 구토를 유발할 수 있다.

## 발견

### 초기 관찰
3차 콜레라 범유행 동안 질병의 원인을 이해하기 위한 몇가지 연구가 있었다. 감염이 오염된 공기를 통해 퍼진다는 이론은 더 이상 신빙성이 없었고 영국의 의사인 John Snow는 1854년 런던에서 콜레라가 식수를 통해 퍼지는 감염병이라는 설득력 있는 증거를 최초로 제시했다.
콜레라균은 프랑스 동물학자 Félix-Archimède Pouchet에게 현미경을 통해 처음으로 관찰되었다. 1849년 Pouchet는 콜레라에 걸린 4명의 대변 샘플을 조사했고 프랑스 과학
아카데미에서 콜레라균에 대하여 발표하였으나 콜레라균이 원생동물이라고 믿는실수를 했다.

### 콜레라균의 확인
이탈리아의 내과 의사인 필리포 파치니(Filippo Pacini)는 피렌체에서 콜레라 발병을 조사하던 도중 콜레라의 원인균은 새로운 종류의 균이라는 것을 알아냈다. 파치니는 시신의 부검을 진행하여 신체 조직과 체액을 현미경으로 세심히 관찰하였다. 대변과 장 점막에서 파치니는 쉼표 모양의 간균을 발견하였다.

## 갤러리

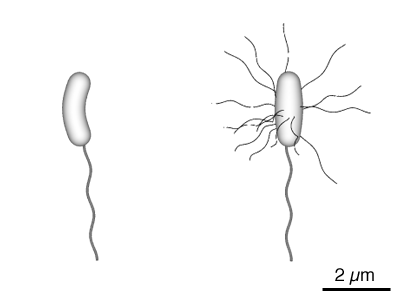
콜레라균의 모습
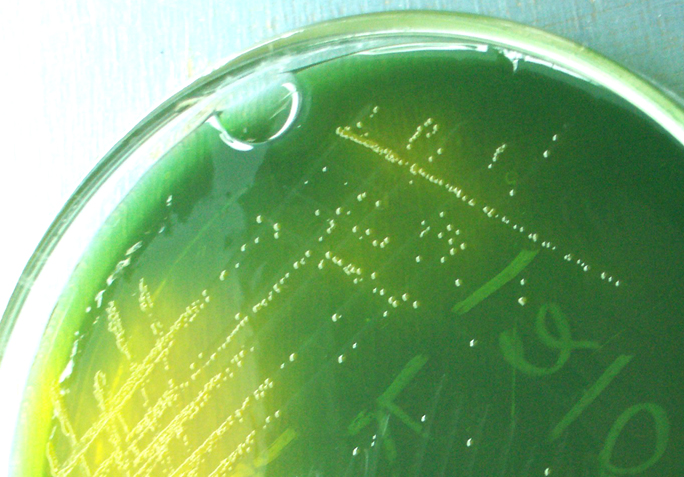
TCBS 한천배지에서 배양한 콜레라균의 균락. 수크로오스를 발효하기 때문에 노란색으로 나타난다.
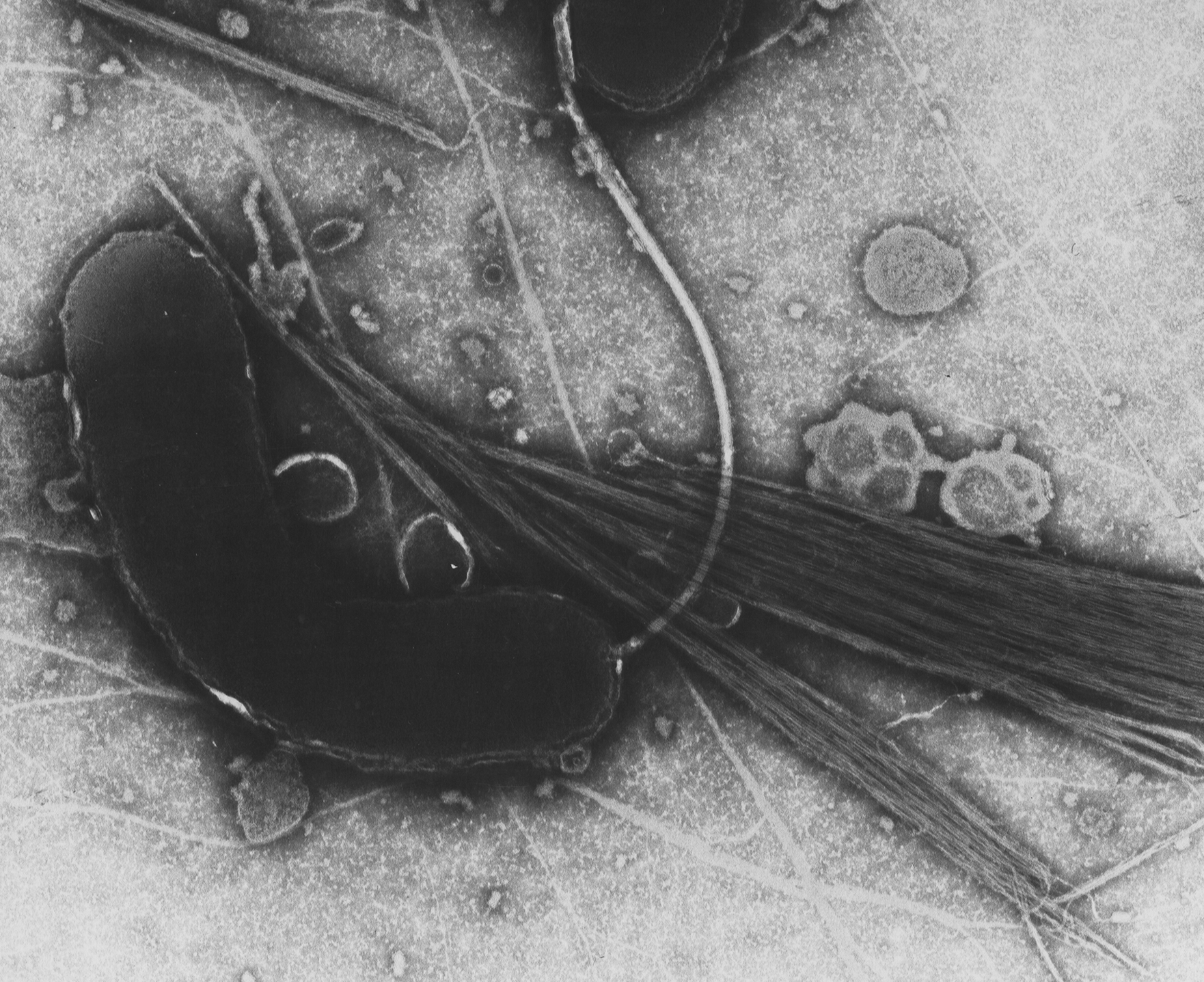
콜레라균의 전자 현미경 사진.

## 같이 보기
- 식수
- 2010년대 아이티 콜레라 발생
- 콜레라 백신